# Finidi George
Finidi George, nigerijski nogometaš, * 15. april 1971, Port Harcourt, Nigerija.
Igral je za klube: Sharks Port Harcourt, Calabar Rovers, Ajax Amsterdam, Real Betis, RCD Mallorca, Ipswich Town in Real Mallorca. Za nigerijsko nogometno reprezentanco je odigral 62 tekem in dosegel 8 zadetkov.